# MTV Europe Music Awards 1996
Die MTV Europe Music Awards 1996 wurden am 14. November 1996 im Alexandra Palace in der britischen Hauptstadt London verliehen. Die zweieinhalbstündige Show begann um 20 Uhr MEZ und wurde vom britischen Musiker Robbie Williams moderiert. Am häufigsten nominiert waren die Fugees und Oasis (jeweils viermal) sowie Garbage und Pulp (jeweils dreimal).

## Sieger und Nominierte
| Kategorie                        | Gewinner                                           | Nominierte                                                                                                  |
| -------------------------------- | -------------------------------------------------- | --- |
| Best Group                       | Oasis                                              | Fugees The Smashing Pumpkins Garbage Pulp                                                                   |
| Best Male                        | George Michael                                     | Beck Eros Ramazzotti Nick Cave Bryan Adams                                                                  |
| Best Female                      | Alanis Morissette                                  | Björk Neneh Cherry Joan Osborne Toni Braxton                                                                |
| Breakthrough Artist              | Garbage                                            | Fugees Pulp Skunk Anansie The Cardigans                                                                     |
| Best Rock                        | The Smashing Pumpkins                              | Metallica Oasis Die Toten Hosen Bon Jovi                                                                    |
| Best Dance                       | The Prodigy                                        | Los del Río Robert Miles Everything but the Girl Mark Morrison                                              |
| Best Song                        | Oasis – Wonderwall                                 | Alanis Morissette – Ironic Fugees – Killing Me Softly with His Song Garbage – Stupid Girl Pulp – Disco 2000 |
| MTV Amour                        | Fugees                                             | D’Angelo Madonna feat. Massive Attack George Michael TLC                                                    |
| MTV Select (Zuschauerabstimmung) | Backstreet Boys – Get Down (You’re the One for Me) | Boyzone – Words Jamiroquai – Virtual Insanity Oasis – Don’t Look Back in Anger Spice Girls – Wannabe        |
| Free Your Mind Award             | The Buddies & Carers of Europe                     | |